# Sundown (canción)
«Sundown» es el título del sexto sencillo de S Club 8, proveniente de su álbum del mismo nombre. Lanzado el 29 de septiembre de 2003, el sencillo llegó al puesto N.º 4 en el Reino Unido.

## Lista de temas
CD 1
1. «Sundown»
2. «The Day You Came»
3. «Don't Stop Movin' Till Sundown»

CD 2
1. «Sundown»
2. «Wherever Your Heart Beats»
3. «Sundown» (Almighty Mix)

## Versión de American Juniors
En el curso del reality show de Estados Unidos del mismo nombre, el grupo American Juniors hicieron su propia versión de la canción, con muchas variaciones. Chantel Kohl la cantó en los shows en vivo, y la banda hizo su tercer video musical cuando Chauncey Matthews quedó dentro del grupo. Una vez seleccionados los 5 miembros, lanzaron esta canción como sencillo de su álbum.
- Datos: Q7639819